# Tabanus hispidus
Tabanus hispidus är en tvåvingeart som beskrevs av Walker 1850. Tabanus hispidus ingår i släktet Tabanus och familjen bromsar. Inga underarter finns listade i Catalogue of Life.